# Janvier 2008 en France
Chronologie de la France
2006 en France - 2007 en France - 2008 en France - 2009 en France - 2010 en France
Janvier - Février - Mars - Avril - Mai - Juin - Juillet - Août - Septembre - Octobre - Novembre - Décembre -

## Chronologie

### Mardi1erjanvier
- Extension de l'interdiction de fumer dans les restaurants, boîtes de nuit, casinos et bars (l'interdiction de fumer dans les autres lieux publics était entrée en vigueur en février 2007).
- Écopastille qui induit soit une prime soit une pénalité sur le prix des voitures aux particuliers selon le dioxyde de carbone (CO2) émis.
- Disparition d'Europe 2. Lancement de Virgin Radio. Disparition de Europe 2 TV au profit de Virgin 17.

### Vendredi 4 janvier
- Annulation du Dakar 2008 en raison de troubles en Mauritanie.

### Samedi 5 janvier

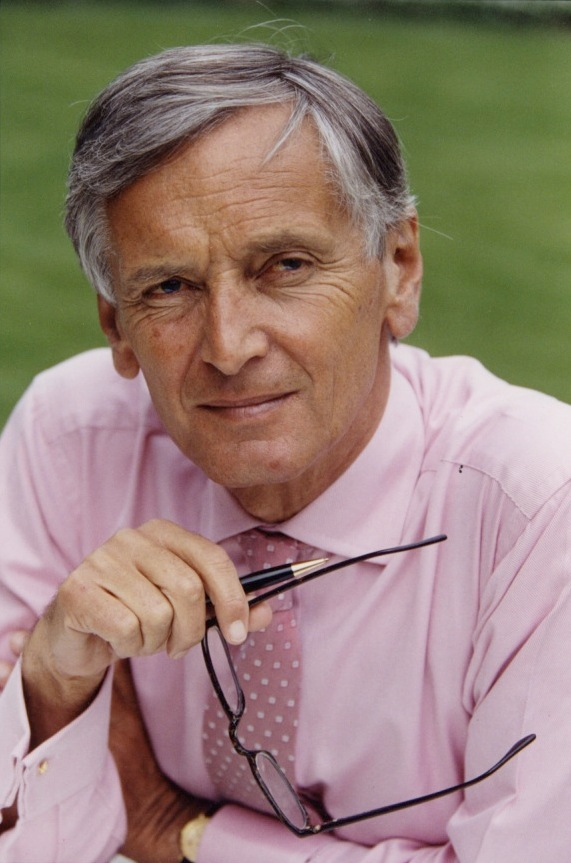
Raymond Forni

- Décès de Raymond Forni, ancien président de l'Assemblée nationale, ancien président du conseil régional de Franche-Comté, à la suite d'une leucémie foudroyante[1]
- Le Président Nicolas Sarkozy se rend en Jordanie en compagnie de sa nouvelle compagne Carla Bruni.

### Lundi 7 janvier
- Un chalutier La P'tite Julie, d'Erquy, sombre à une cinquantaine de kilomètres au large de l'île Vierge faisant six morts dont deux marins portugais, un seul survivant.

### Mardi 8 janvier
- Le Président Nicolas Sarkozy annonce que la culture du maïs transgénique MON 810 serait suspendue en cas de « doutes sérieux » sur son innocuité.
- Création de Virgin Radio (France)

### Mercredi 9 janvier
- Le Premier ministre François Fillon, à la suite de la réception du rapport du comité d'experts, annonce la suspension de la culture du maïs transgénique MON-810.
- Le Président de l'Assemblée nationale, Bernard Accoyer, dénonce un « procès en hérésie », estimant que le comité d'experts a été mal choisi et que son président, le sénateur Jean-François Le Grand a forcé la note. La FNSEA appelle les exploitants de la Beauce à la « désobéissance civique ». Le Premier ministre assure ne pas être l'ennemi des OGM en son for intérieur et la ministre de la Recherche, Valérie Pécresse promet 45 millions d'euros pour la recherche sur la biotechnologie médicale afin de prouver que le gouvernement « ne diabolise pas » le transgénique.
- L'agronome Pierre Rainelli, ancien directeur de l'INRA, estime que l'intérêt de la France n'est pas celui du « complexe agro-industriel », qu'elle ne peut pas concurrencer les productions de l'Argentine et des États-Unis et demande « des raisonnements plus économiques et plus prospectifs » et « un nouveau souffle dans les produits biologiques ».
- Le même jour est annoncée la mise au point d'un maïs enrichi en vitamine A mais non-OGM.

### Vendredi 11 janvier
- Les services de l'OFPRA annoncent qu'en trois mois, près de 1 200 Tchétchènes ont demandé l'asile politique en France. Particularité, ils sont tous arrivés avec le vol d'Air France AF 2623 en provenance de Kiev, capitale de l'Ukraine, à raison d'une vingtaine en moyenne par jour, et sont tous porteurs d'un visa pour le Maroc. L'OFPRA a constaté la même situation avec des Somaliens, embarquant à Djibouti avec un visa pour le Maroc ou Cuba. Dans les trois-quarts des cas, le tribunal de Bobigny accepte les recours et, au bout du délai de vingt jours, ces demandeurs sont libres d'entrer sur le territoire national.
- Selon un rapport de l'Institut français de l'environnement (Ifen) sur la présence des pesticides en 2005, 91 % des 819 points de rivières contrôlées présentent au moins un pesticide ou un biocide, ainsi que 55 % des 1213 points de contrôle des eaux souterraines et finalement la moitié des nappes phréatiques (cette analyse doit cependant être nuancée car certains indicateurs pris dans cette étude sont déficients).

### Samedi 12 janvier
- Décès d'Alexandre de Paris, coiffeur lié à la Haute Couture.

### Mardi 15 janvier
- Décès du comédien Alain Feydeau.

### Mercredi 16 janvier
- Dans le cadre du procès de la marée noire de l'Erika, le groupe Total a été reconnu coupable de pollution maritime. L'armateur (Giuseppe Savarese), le gestionnaire du navire (Antonio Pollara) ainsi que l'organisme de certification (la Rina) ont été déclarés, quant à eux, coupables de faute caractérisée. Ils ont été condamnés solidairement à 192 millions d'euros de dommages et intérêts.
- Mort de Pierre Boussel (87 ans), dit « Lambert », fondateur en 1952 du Parti communiste internationaliste devenu le Parti des travailleurs, candidat à l'élection présidentielle de 1988.

### Jeudi 17 janvier
- Décès de Carlos, chanteur et humoriste, fils de Françoise Dolto.

### Dimanche 20 janvier
- Décès de Louis de Cazenave (110 ans), avant-dernier poilu, survivant de la Première Guerre mondiale.

### Lundi 21 janvier
- La crise des subprimes atteint la France et plonge le CAC 40 de 6,83 %.

### Mercredi 23 janvier
- Le rapport sur les 316 propositions pour « libérer la croissance » est remis par le président de la Commission, Jacques Attali, au président Nicolas Sarkozy. Ce rapport, d'inspiration libérale et rédigé sous la responsabilité d'un ancien socialiste dogmatique, vise à privatiser et à dérèglementer tous azimuts, à instaurer une mobilité permanente de la société et une « immigration choisie » mais la plus large[non neutre]. Le Président Sarkozy se dit d'accord sur l'essentiel de ces propositions.

### Jeudi 24 janvier
- La Société générale, une des plus importantes banques française (14e banque européenne), annonce une perte de 2 milliards d'euros au titre de la crise des subprimes, soit dix fois plus que les chiffres qui filtraient jusqu'à présent. Dans le même temps, le président de la banque, Daniel Bouton, rend officiellement publique, la découverte d'une « fraude exceptionnelle » gigantesque ayant entraîné un total de pertes de 4,9 milliards dû aux débouclements d'engagement pour un montant de 40 à 50 milliards d'euros. Selon Daniel Bouton, la fraude serait le fait d'un homme seul, un jeune trader nommé Jérôme Kerviel[2].

### Vendredi 25 janvier
- Dans le cadre du procès de la marée noire de l'Erika, le Groupe Total fait appel sur le principe de la décision de justice le condamnant, tout en décidant de verser les dommages et intérêts pour éviter la polémique.

### Dimanche 27 janvier
- Décès de Jean Mattéoli, homme politique, ancien ministre de 1979 à 1981.

### Mardi 29 janvier
- Décès du comédien Philippe Khorsand.
- Le Parti socialiste achète aux enchères pour 10 000 euros le chapeau de feutre noir de François Mitterrand, mis à prix à 80 euros.
- Arrestation de Ainhoa Adin Jauregui

### Mercredi 30 janvier
- Sortie de Astérix aux Jeux Olympiques.
- Décès de Gilbert Bonnemaison, homme politique, ancien maire d'Épinay-sur-Seine.

### Jeudi 31 janvier
- Ainhoa Adin Jauregui est remise en liberté.